# Natação paralímpica

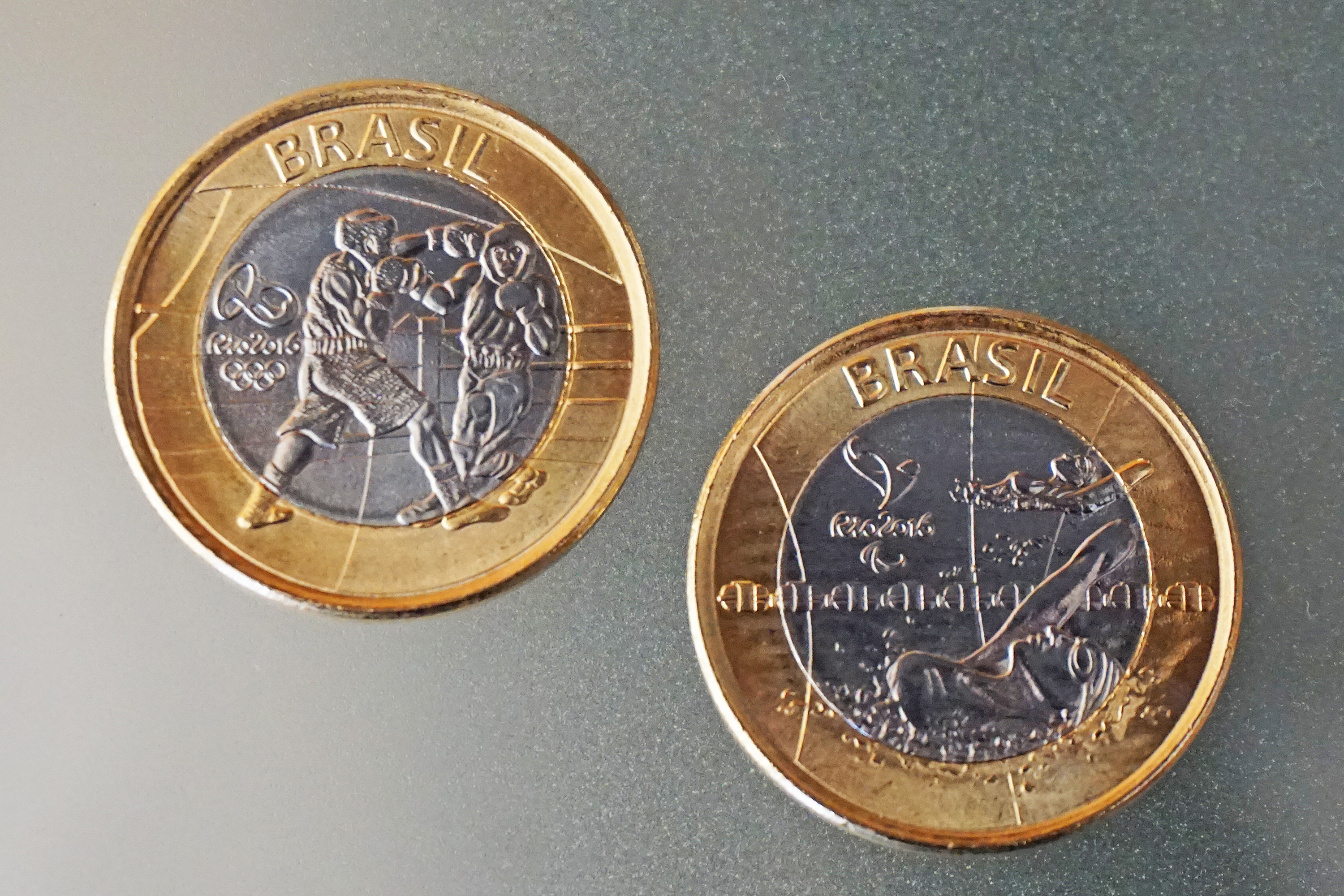

Natação paralímpica é um exercício destinado a atletas de todos os tipos de deficiência, sendo que estão divididos em dois grupos: os portadores de deficiência visual e  todos os outros.
As regras são as mesmas da Federação Internacional de Natação, com adaptações, em especial às partidas, viradas e chegadas. As competições, nas categorias masculina e feminina, por equipe ou individual, abrangem os quatro estilos: crawl, bruços, costas e borboleta. As distâncias variam de 50 a 1500 metros. Os nadadores cegos podem receber um aviso do treinador quando se aproximam das bordas. 
Natação Paraolímpica 

## Regras Gerais

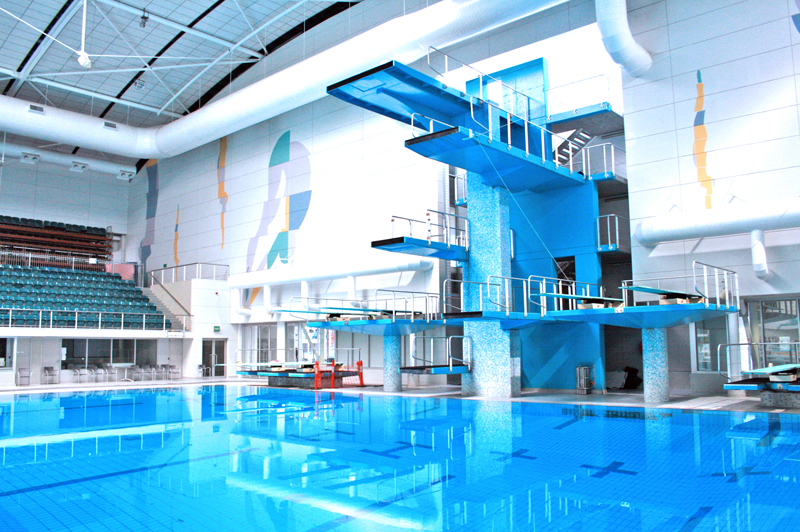
Descrição:Indoor Swimming Pool with Diving Platform and Springboards

Na natação paralímpica, as regras gerais são as mesmas da natação convencional com algumas adaptações, principalmente quanto às saídas, viradas e chegadas e à orientação dos deficientes visuais.
As competições são divididas em categorias masculinas e femininas, respeitando os graus de deficiência de cada nadador, e as provas disputadas podem ser individuais ou em equipe de revezamento.
Os trajes de todos os concorrentes devem ser apropriados para o esporte e não devem ser alterados e/ou modificados para ajudar ou realçar o desempenho dos nadadores. Alguns atletas podem requerer o auxílio da equipe de apoio na borda da piscina durante a competição para ajudar na sua entrada e retirada da água.
Os protestos são possíveis se as regras e os regulamentos para condução da competição não forem observados e outras circunstâncias colocarem em perigo a competição e/ou os concorrentes.
Os árbitros atuam como fiscais de prova e verificam se os estilos são respeitados, se as viradas são executadas de forma correta e contam o número de voltas realizadas. Qualquer irregularidade desclassifica o nadador. Na natação adaptada, como o próprio nome já diz, existem algumas adaptações que foram adotadas devido à incapacidade da execução de alguns movimentos.